# リュウセイ
『リュウセイ』（英: Ryusei ）は、2013年11月16日公開の日本映画。レックスエンタープライズ製作・サモワール配給・ボダパカ宣伝。

## キャスト
- 山川享（遠藤要）: 主人公。居酒屋の店長。
- 緒方竜太（佐藤祐基）: 主人公。キャバ嬢の運転手。
- 新谷晴彦（馬場良馬）: 主人公。IT系のサラリーマン。
- マリナ（小原春香）
- 彩（緑川静香）
- カズキ（三浦力）（友情出演）
- 室田（阿部亮平）（友情出演）
- 山川 幸恵（あいはら友子）
- 百川（仁科貴）
- 新谷 陽子（暮川彰）
- 明美（片桐千里）
- 博人（寺坂尚呂己）
- 山川 享(少年時代)（六車勇登）
- 緒方竜太(少年時代)（泉大智）
- 新谷晴彦(少年時代)（中村咲哉）
- 先生（中村僚志）
- 山川 美夏（向井静）
- 居酒屋の客（中野マサアキ）
- 居酒屋の客（中村公隆）
- 客引き（斉藤一平）
- 客引き（橋本トシ）
- キャバ嬢（武石愛未）
- キャバ嬢（瑞生桜子）
- 百川 さとし（斎藤竜太朗）
- 車の女性（鈴木由香）
- 医者（河野正人）
- 竜太の母の声（桜井淳美）
- 博人の父の声（小島秀章）
- 川上の声（森本のぶ）
- 竜太の妻の声（秋定里穂）
- DJ（三四六）
- 新谷 敏弘（四方堂亘）

## スタッフ
- 監督：谷健二
- 製作：河野正人
- プロデューサー：赤間俊秀
- 協力プロデューサー：佐伯寛之 、丸山昇司
- 脚本：佐東みどり
- 撮影監督：藤田秀紀(JSC)
- 照明：篠田力
- 録音・整音：辻祥子
- 編集：谷健二
- 編集協力：宮崎恵
- CG：赤峯美紗子
- 音響効果：堤聖志
- 音楽：福田洋也
- 音楽制作協力：盛山こういち
- 主題歌：松山三四六
- 挿入歌：レアルダッシュ
- 助監督：松尾健太
- 美術：栗田志穂
- 美術応援：相澤伶美
- スタイリスト：高橋英治
- ヘアーメイク：谷川悦子
- ヘアーメイク応援：小松恵
- 宣伝：伊藤尚哉
- 宣伝デザイン：伊澤亮之
- スチール：福田洋也
- 法律監修：山脇康嗣
- 英訳：Adrian Mike Bradley
- 技術協力：ネイキッド (映像制作会社)
- 美術協力：東宝映像美術、京映アーツ
- 衣裳協力：H&M
- 撮影協力：塩尻・木曽フィルムコミッション、塩尻市 、塩尻駅 、松本市・松本観光コンベンション協会
- ロケ協力：松商学園高等学校、信州スカイパーク
- 特別協力：田中雄之
- 宣伝：ボダパカ
- 配給：サモワール
- 製作：レックスエンタープライズ

## ロケ地
- 長野県塩尻市
- 長野県松本市
- 東京都新宿区

## エピソード
- 短編映画で評価されていた谷健二監督が、地元の長野で映画を作りたいと思っていた実業家の河野正人に映画の企画を提出。当初は、2012年の12月に撮影する予定だったが、キャスティングへのこだわりから、3か月延期して、2013年3月に撮影される。
- 2013年11月16日に長野県のシネマライツ8、 長野千石劇場にて公開された。
- 2014年2月15日より東京都の新宿バルト9を皮切りに、全国で順次公開された。
- 2015年4月24日より、DVDのレンタル・販売が開始された。